# قنطورس A

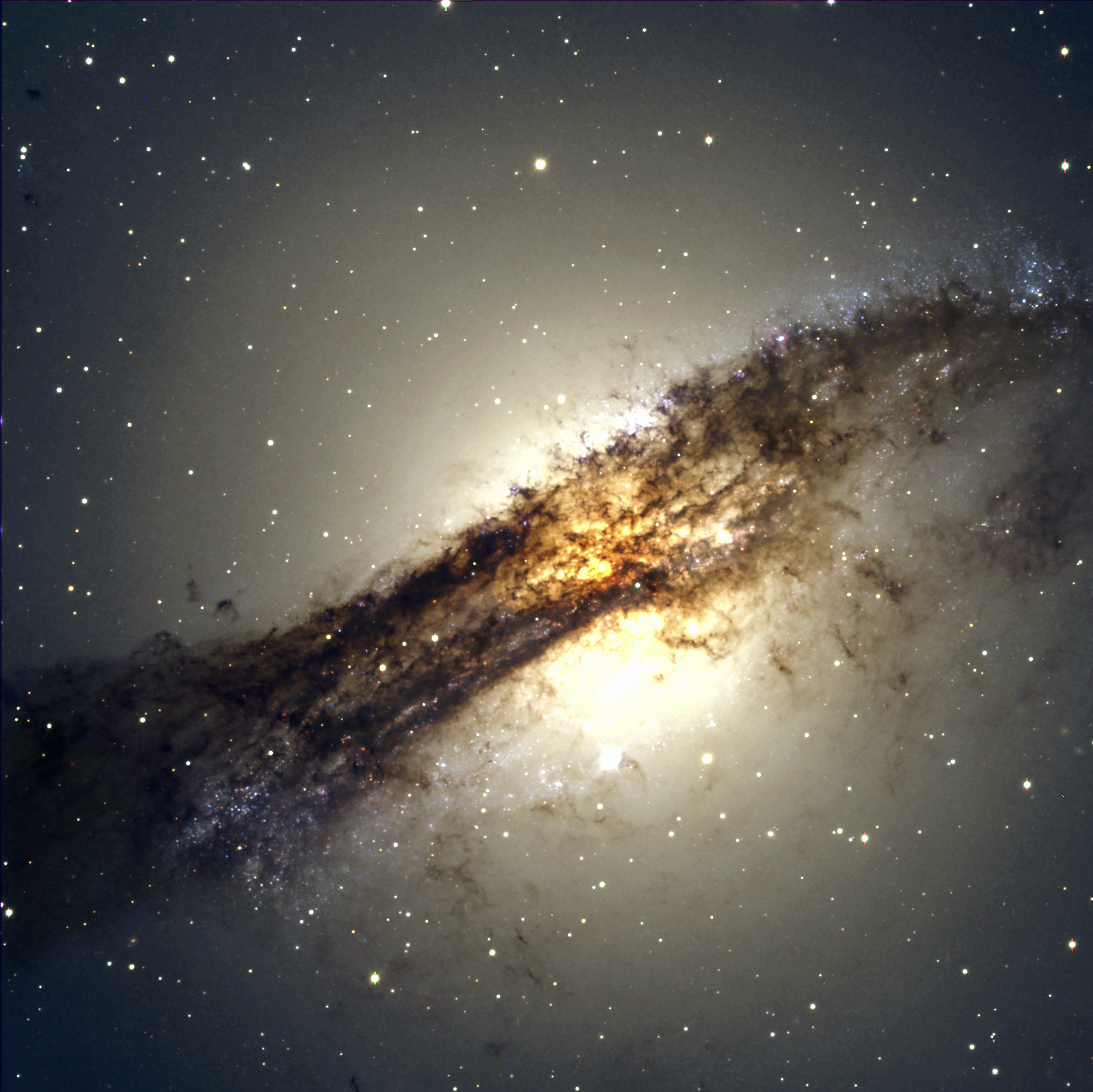
قنطورس أ

مجرة قنطورس أ وتدعى أيضا إن جي سي 5128 (بالأنكليزية: Centaurus A أو NGC 5128) هي مجرة يمكن تصنيفها إلى مجرة إهليلجية هائلة أو مجرة راديوية مع ثقب أسود هائل في قلبها تفوق كتلته كتلة الشمس بمليار مرة. ترى في كوكبة قنطورس وهي أبرز معالم السماء في نصف الأرض الجنوبي، وتمتد على رقعة تفوق 60.000 سنة ضوئية وتبعد حوالي 4 درجات شمال العنقود النجمي الكروي أوميجا قنطورس. وتعد مجرة قنطورس أ  أوضح مجرة راديوية في السماء وخامس أوضح مجرة في السماء.
- قدرها الظاهري: 6.84
- البعد: حوال 10-16 مليون سنة ضوئية.
- النوع: مجرة إهليلجية غير منتظمة.

## تاريخ الاكتشاف
أول من قام بتوثيق المجرة هو عالم الفلك البريطاني جيمس دنلوب في مرصد باراماتا في أستراليا في 4 أغسطس، 1826. وسميت هذة المجرة بقنطورس أ لأنها كانت المصدر الرئيسي الأول لموجات الراديو التي اكتشفت في كوكبة قنطورس في الخمسينيات من القرن العشرين.

## التكوين
نظرا لشكل المجرة غير المنتظم يعتقد العلماء ان المجرة تشكلت من اصطدام مجرتين أحدهما حلزونية والاخري إهليلجية ضخمه قبل مئة مليون عام من الآن ونتج عن ذلك مزيج رائع من العناقيد النجمية وتشعبات هائلة من الغبار المظلم وتحولت أذرع المجرة الحلزونية إلى الحزام الموجود في منتصف المجرة الاهليلجية وانفصل مركز المجرة الحلزونية واندمج مع المجرة الاهليلجية بفعل جاذبيتها الهائلة.و أيضا أحد الدلائل علي هذا الاصطدام هو الإشعاع الراديوي القوي للمجرة.

### قنطورس أ

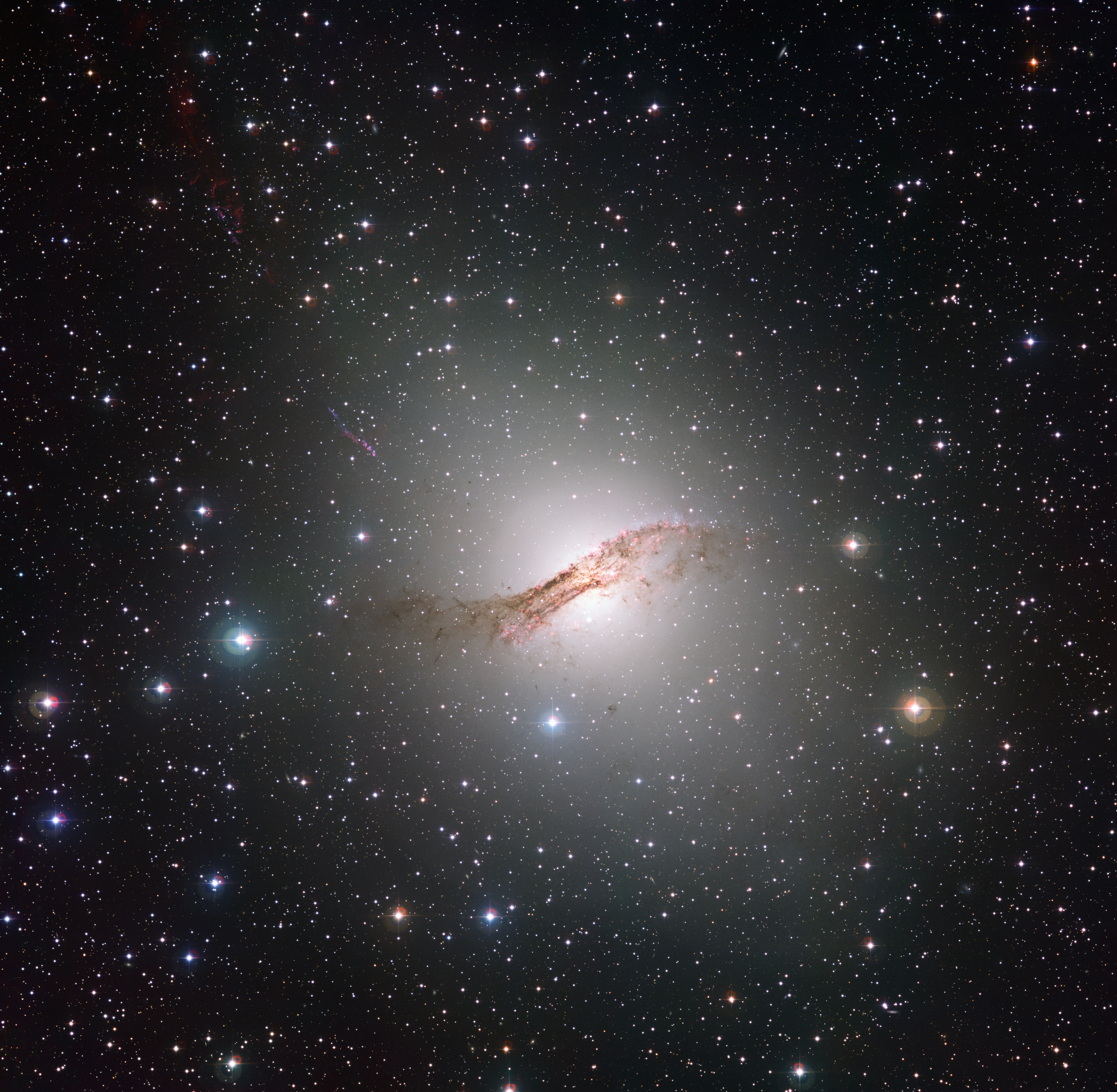
قنطورس أ -التقطت الصورة بواسطة "الكاميرا واسعة المجال" في المرصد الأوروبي الجنوبي

التقطت «الكاميرا واسعة المجال» في المرصد الأوروبي الجنوبي هذه الصورة لمجرة قنطورس أ بتلسكوب قطر مرآته 2.2 متر. توضح الصورة شكل المجرة الاهليلجي مع وجود حزام من الغبار النجمي يغطي مركز المجرة وهو الشيء الغريب والمختلف عن باقي المجرات الاهليلجية.أيضا يظهر اللمعان الشديد لمئات المليارات من النجوم القديمة في السن والباردة.
أما الحزام في منتصف المجرة فيحتوي علي كميات هائلة من الغازات والغبار النجمي وتجمعات النجوم الفتية حديثة التكوين. مجموعات النجوم الشابة تظهر على حواف العليا اليمنى والسفلى اليسرى من الحزام جنبا إلى جنب مع توهج أحمر من السحب المكونة للنجوم التي تحتوي علي الهيدروجين، في حين توجد بعض السحب النجمية الصغيرة المعزولة عن هذا الحزام.
في الصورة في الطرف العلوي والي اليسار من المجرة توجد منطقتان «توليد النجوم» تظهران باللون الأحمر لوجود الهيدروجين موجودتان مع نفثات الغاز التي تظهر بوضوح في الصور الراديوية. ولهما شكل خيطي واضح تحتويان على النجوم الشابة الساخنة. فوق الجانب الأيسر من حزام الغبار، نجد الخيوط الداخلية، تقع نحو 30000 سنة ضوئية بعيداعن النواة. وحتي نحو 65000 سنة ضوئية من نواة المجرة وعلى مقربة من الزاوية اليسرى العليا للصورة، تقع المنطقة الخيطية الخارجية.

### قنطورس أ في النطاقات غير الضوئية

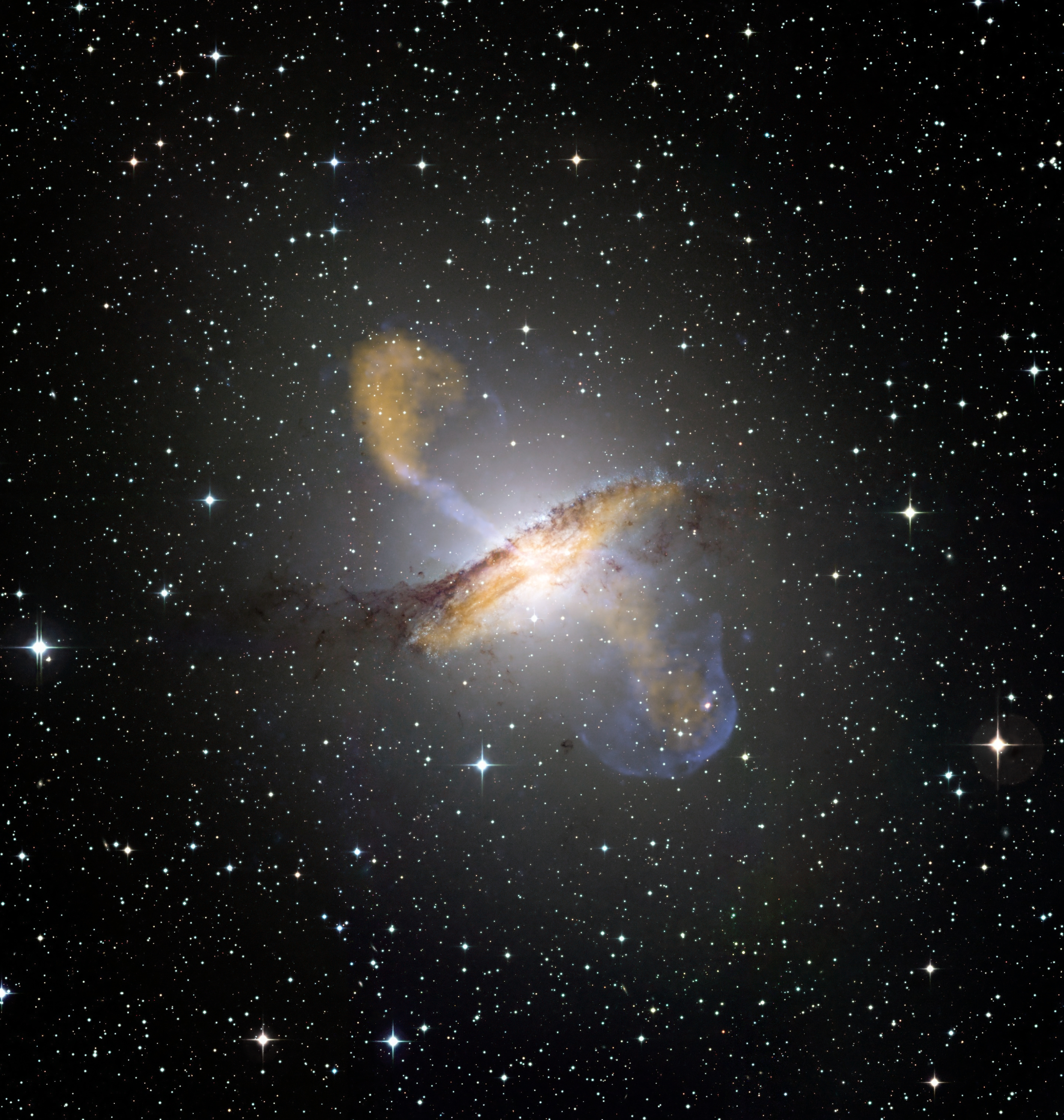
قنطورس أ في صورة مركبة من بيانات ضوئية وأخرى بالأشعة السينية

الصورة عن طريق الكاميرا (LABOCA)المصنوعة في معهد ماكس بلانك والموصلة بالتلسكوب (APEX)التابع للمرصد الأوروبي الجنوبي في دولة تشيلى يبلغ قطره 12 متر تمت اضافتها علي البيانات المرئية من الصورة السابقة وبيانات الأشعة السينية لتكوين هذة الصورة.
تمت دراسة مجرة قنطورس أ عند أطوال موجية تتراوح بين الموجات الراديوية حتي اشعة غاما وعلى وجه الخصوص دراستها في نطاق الأشعة الراديوية والأشعة السينية لدراسة التفاعل بين خروج الطاقة من الثقب الأسود الهائل في مركز المجرة الذي يقوم بشكل منتظم باستهلاك الحطام الكوني الذي خلفه التصادم. تؤدي هذه العملية، كما في أي مجرة نشطة أخرى، إلى إنتاج طاقة هائلة على شكل أشعة راديو وسينية وأشعة غاما تنبعث من مجرة قنطورس أ والمناطق المحيطة بها.
وفي هذة الصورة لا نري فقط وهج حرارة الغبار من القرص المركزي، ولكن أيضا من مصدر الانبعاثات الراديوية من الفصين لداخللين للمجرة شمالا وجنوبا. وقياس هذه الانبعاثات التي تحدث عندما تتحرك الاكترونات بسرعة حول خطوط المجال المغناطيسي، تكشف عن أن المادة الموجودة في النفثات الغازية تتحرك بسرعة تبلغ نصف سرعة الضوء تقريبا.

## المستعر الأعظم الموجود بالمجرة
تم الكشف عن مستعر أعظم (سوبرنوفا) وحيد في المجرة يسمى SN 1986G, اكتشف في ممر الغبار الأسود للمجرة بواسطة الفلكى روبرت ايفانز عام 1986 . تم تصنيف هذا المستعر الأعظم ضمن فئة 1 أ (la) الذي يتكون عندما ينتهي عمر نجم متغير بحدوث أنفجار ينشأ عنه نجم قزم أبيض. ويقوم النجم القزم باندماج نووي للكربون والأكسجين وينتج عنها طاقة كبيرة ترفع من درجة حرارته.

## رصد مجرة قنطورس أ
تبعد المجرة حوالي 4 درجات شمال العنقود النجمي الكروي أوميجا قنطورس (وهو عنقود نجمى كروى يمكن رؤيته بالعين المجردة) ولأن المجرة تمتلك سطح هائل شديد اللمعان وحجم زاوى كبير نسبيا فإنها تمثل هدفا مثاليا لهواة الرصد الفلكى، الانتفاخ المركزى الساطع وممر الغبار الأسود يمكن رؤيته بالنظارات المعظمة وبقية البنية الإضافية لها يمكنها رؤيتها بتلسكوبات كبيرة.وهي مرئية للعين المجردة في ظروف استثنائية جيدة.

## الصور والفيديو

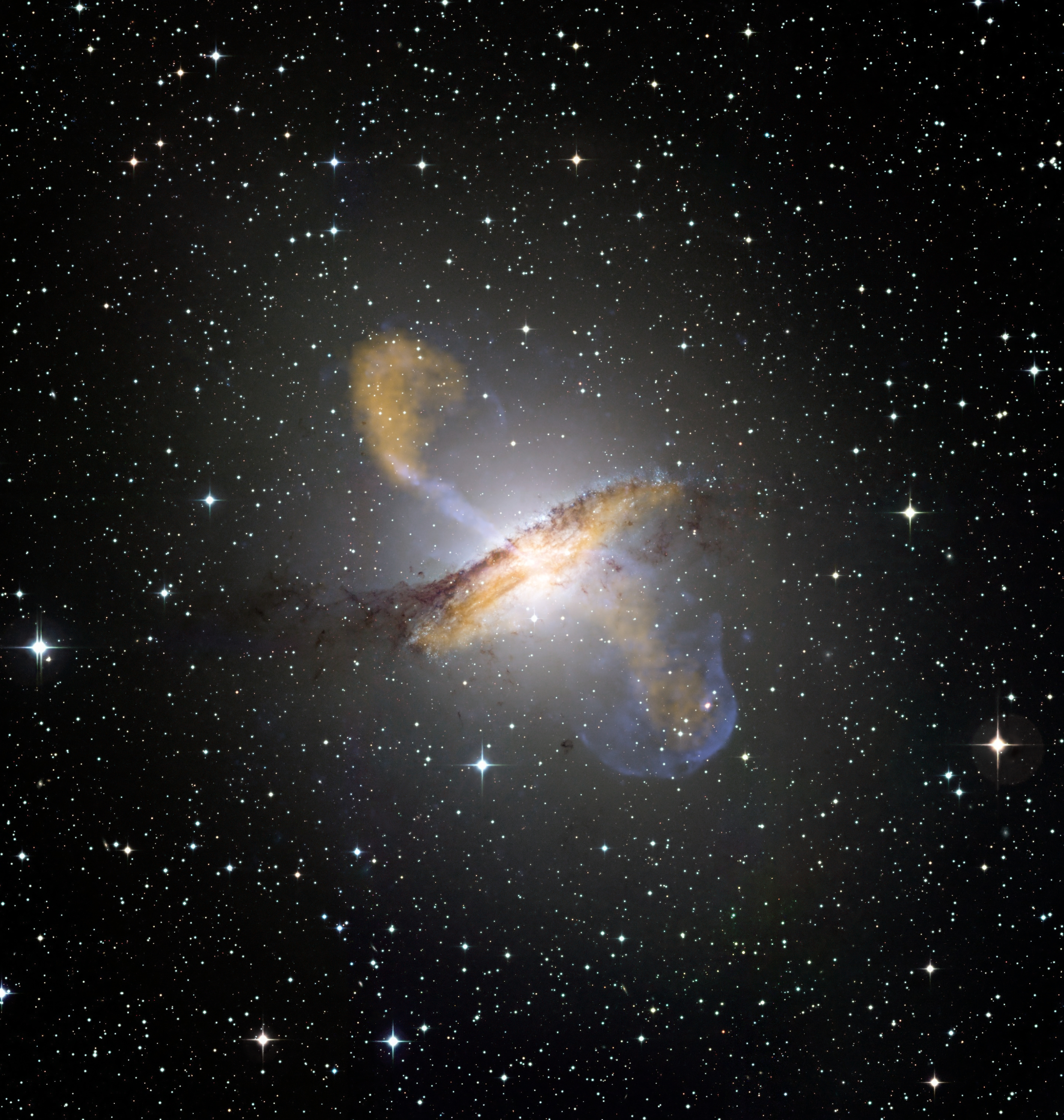
ثقب أسود في مركز المجرة ونفاثات تنبعث منه
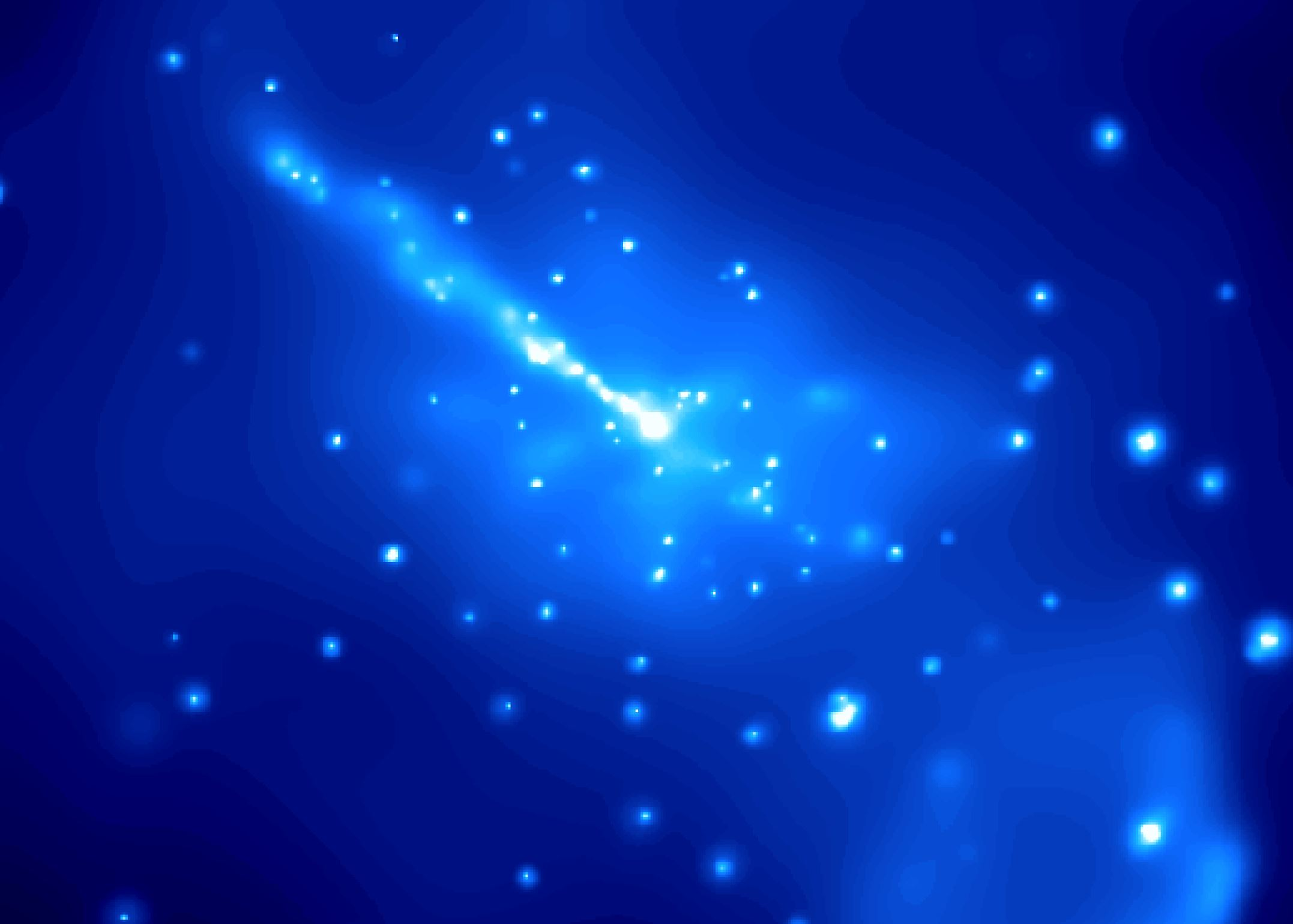
صورة لقنطورس أ - بالأشعة السينية من مرصد شاندرا الفضائي للأشعة السينية
- فيديو عن أعمدة الغازات المنبعثة من مجرة قنطورس أ